# Il treno del ritorno
Il treno del ritorno (The View from Pompey's Head) è un film statunitense del 1955 diretto da Philip Dunne.

## Trama
L'avvocato Anson Page deve lasciare New York, la città dove vive con la moglie e i figli, per fare ritorno a Pompey Head, la sua città natale nella Carolina del Sud. È incaricato di seguire il caso di Garvin Wales, uno scrittore famoso ma angustiato poiché sta per perdere totalmente la vista, ma anche perché il suo editore, Phil Green, deceduto da poco, gli aveva lasciato diversi assegni sui diritti d'autore per un totale di duemila dollari incassati però da una misteriosa Anna Jones. Page non è convinto da possibili scorrettezze da parte dell'editore, poiché loro erano in ottimi rapporti; ma si ritrova nuovamente coinvolto nel clima cittadino fatto da pregiudizi razziali e differenze di classe sociale.
Ritrova però la sua prima fidanzata, Dinah Blackford, adesso sposata con un giovane industriale molto ricco, Michael Higgins, costretta però a sposarlo a causa di un rovescio di fortuna familiare. Ben presto tra Dinah e Anson si riaccende l'antica passione ma quando l'avvocato riesce a risolvere il caso (Anna Jones era in realtà la madre di Page, una donna di colore al quale l'esistenza era stata a lui tenuta nascosta) e si appresta a far rientro a New York, Dinah, scoperta dal marito, deve fare una scelta tra un costoso divorzio o rientrare negli agi e nel lusso che soltanto Michael le può garantire. Agli antichi fidanzati non resta che separarsi definitivamente da buoni amici.

## Produzione
Il romanzo The View from Pompey's Head di Hamilton Basso, che richiese diversi anni di stesura, ebbe ottima considerazione da parte della critica e fu tra i bestseller statunitensi del 1954. I diritti vennero acquistati dalla 20th Century Fox nel novembre del 1954 con un costo di 100.000 dollari. Il produttore del film, Darryl F. Zanuck disse: «Il titolo era terribile, ma le recensioni entusiastiche del libro e il modo distinto della scrittura rendono questo romanzo molto più di una normale storia di suspense».
Affidata la sceneggiatura e la regia a Philip Dunne, all'inizio Julian Blaustein doveva produrlo e il ruolo di Anson Page affidato a Gregory Peck. Blaustein si ritirò dopo un mese e Dunne passò anche alla produzione, mentre sfumate le possibilità su Gregory Peck, si pensò a Glenn Ford, il quale però era sotto contratto con la Metro Goldwyn Mayer. Dunne alla fine scelse Richard Egan, ma poiché era impegnato nel film Le sette città d'oro, le riprese vennero rimandate al 2 giugno 1955. In seguito Dunne dichiarò: «Lo scrissi per William Holden e Audrey Hepburn, ma entrambi erano impegnati altrove. Ho dovuto farcela con Richard Egan e Dana Wynter, che sono attori altrettanto bravi ma mancavano di sex appeal. Fare i film è una questione di scendere a compromessi».

## Luoghi di ripresa
Il film, ambientato nella Carolina del Sud, è stato girato principalmente nella Georgia (a Brunswick), che negli anni '50 era ancora una location usata raramente dai registi.

## Distribuzione
Il film ebbe la prima proiezione il 4 novembre 1955. Costato 1.230.000 dollari, ne incassò circa 1.500.000 alla sua uscita nelle sale statunitensi. In Italia ottenne il visto di censura n. 21.328 del 9 marzo 1956 per una lunghezza della pellicola di 2.658 metri.
Per la sua interpretazione, Marjorie Rambeau si aggiudicò nel 1955 il National Board of Review Award alla miglior attrice non protagonista. Il film, al 2020, è uno dei pochi dell'età d'oro di Hollywood a non essere stato pubblicato ufficialmente in home video, in qualsiasi formato.